# 2009년 일본 프로 야구 올스타전
2009년 일본 프로 야구 올스타전은 2009년 7월 24일과 7월 25일에 열린 일본 프로 야구의 올스타전 경기이다.

## 개요
- 전년도에 이어 마쓰다의 특별 협찬을 받아 ‘마쓰다 올스타 게임 2009’(マツダオールスターゲーム2009)라는 이름으로 개최됐다.
- 2경기를 통틀어 최우수 선수상은 전년도의 ‘마쓰다 비안테상’에서 ‘마쓰다 악셀라상’으로 변경됐고 부상으로 주어지는 자동차도 동사의 악셀라로 변경됐다. 또 최우수 선수 외의 수상 선수는 ‘우수 선수상’에서 ‘베스트 타자상’, ‘베스트 투수상’, ‘베스트 플레이상’등을 신설하여 부문별로 뽑히게 됐다.
- 세계 금융 위기의 영향으로 올스타전 재검토가 논의되면서 이번 해를 한해서 폐지도 거론됐지만, 다음해 2010년 대회에는 정상적으로 개최하기로 합의했다.

## 일정
- 1차전 : 7월 24일

삿포로 돔(18시 35분에 시작, 퍼시픽 리그가 홈팀으로 취급)
- 2차전 : 7월 25일

MAZDA Zoom-Zoom 스타디움 히로시마(18시 28분에 시작, 센트럴 리그가 홈팀으로 취급)

## 출장 선수
| 범례 - 굵은 글씨 : 팬 투표에 의한 출장 - ※ : 선수간 투표에 의한 출장 - 그 외에는 감독 추천에 의한 출장 |

| 센트럴 리그 | 센트럴 리그          | 센트럴 리그 | 센트럴 리그 |
| ----------- | -------------------- | ----------- | ----------- |
| 감독        | 하라 다쓰노리        | 요미우리    |             |
| 코치        | 마유미 아키노부      | 한신        |             |
| 코치        | 오치아이 히로미쓰    | 주니치      |             |
| 선발 투수   | 오타케 간※           | 히로시마    | 2           |
| 중간 계투   | 야마구치 데쓰야      | 요미우리    | 첫 출장     |
| 마무리 투수 | 임창용               | 야쿠르트    | 첫 출장     |
| 투수        | D. 곤잘레스          | 요미우리    | 첫 출장     |
| 투수        | 후지카와 규지        | 한신        | 5           |
| 투수        | 가와이 유다이        | 주니치      | 첫 출장     |
| 투수        | 요시미 가즈키        | 주니치      | 2(1)        |
| 투수        | C. 루이스            | 히로시마    | 2(1)        |
| 투수        | 나가카와 가쓰히로    | 히로시마    | 3           |
| 투수        | 요시노리             | 야쿠르트    | 첫 출장     |
| 투수        | 다테야마 쇼헤이      | 야쿠르트    | 2           |
| 투수        | 미우라 다이스케      | 요코하마    | 4           |
| 포수        | 이시하라 요시유키    | 히로시마    | 2           |
| 포수        | 아베 신노스케※       | 요미우리    | 6           |
| 포수        | 아이카와 료지        | 야쿠르트    | 3           |
| 1루수       | 구리하라 겐타        | 히로시마    | 2           |
| 1루수       | T. 블랑코※           | 주니치      | 첫 출장     |
| 2루수       | 히가시데 아키히로    | 히로시마    | 3           |
| 2루수       | 아라키 마사히로※     | 주니치      | 3           |
| 3루수       | 오가사와라 미치히로※ | 요미우리    | 10          |
| 유격수      | 사카모토 하야토※     | 요미우리    | 2           |
| 내야수      | 이바타 히로카즈      | 주니치      | 6           |
| 내야수      | 미야모토 신야        | 야쿠르트    | 5           |
| 외야수      | 아오키 노리치카※     | 야쿠르트    | 5           |
| 외야수      | 아카마쓰 마사토      | 히로시마    | 첫 출장     |
| 외야수      | 우치카와 세이이치    | 요코하마    | 2           |
| 외야수      | 가네모토 도모아키※   | 한신        | 11          |
| 외야수      | A. 라미레스※         | 요미우리    | 5           |

| 퍼시픽 리그 | 퍼시픽 리그        | 퍼시픽 리그 | 퍼시픽 리그 |
| ----------- | ------------------ | ----------- | ----------- |
| 감독        | 와타나베 히사노부  | 세이부      |             |
| 코치        | 오이시 다이지로    | 오릭스      |             |
| 코치        | 나시다 마사타카    | 닛폰햄      |             |
| 선발 투수   | 다르빗슈 유※       | 닛폰햄      | 3           |
| 중간 계투   | 셋쓰 다다시        | 소프트뱅크  | 첫 출장     |
| 마무리 투수 | 다케다 히사시      | 닛폰햄      | 4           |
| 투수        | 기시 다카유키      | 세이부      | 첫 출장     |
| 투수        | 와쿠이 히데아키    | 세이부      | 3           |
| 투수        | 가네코 지히로      | 오릭스      | 첫 출장     |
| 투수        | B. 시코스키        | 지바 롯데   | 첫 출장     |
| 투수        | 다나카 마사히로    | 라쿠텐      | 3           |
| 투수        | 아리메 가네히사    | 라쿠텐      | 첫 출장     |
| 투수        | B. 팔켄보그        | 소프트뱅크  | 첫 출장     |
| 투수        | 스기우치 도시야    | 소프트뱅크  | 4           |
| 포수        | 사토자키 도모야※   | 지바 롯데   | 4           |
| 포수        | 다카하시 신지      | 닛폰햄      | 3           |
| 포수        | 다노우에 히데노리  | 소프트뱅크  | 첫 출장     |
| 1루수       | 고쿠보 히로키※     | 소프트뱅크  | 12(2)       |
| 2루수       | 이구치 다다히토※   | 지바 롯데   | 5           |
| 3루수       | 나카무라 다케야※   | 세이부      | 2           |
| 유격수      | 가와사키 무네노리  | 소프트뱅크  | 6           |
| 유격수      | 나카지마 히로유키※ | 세이부      | 5           |
| 내야수      | 가네코 마코토      | 닛폰햄      | 3           |
| 외야수      | 이나바 아쓰노리※   | 닛폰햄      | 5           |
| 외야수      | 오무라 나오유키    | 오릭스      | 5           |
| 외야수      | 구사노 다이스케    | 라쿠텐      | 첫 출장     |
| 외야수      | 사부로※            | 지바 롯데   | 2           |
| 외야수      | 하세가와 유야※     | 소프트뱅크  | 첫 출장     |
| 외야수      | 이토이 요시오      | 닛폰햄      | 첫 출장     |
| 지명타자    | 니오카 도모히로    | 닛폰햄      | 6           |
| 지명타자    | 마쓰나카 노부히코※ | 소프트뱅크  | 10          |

- 숫자는 출장 횟수를 뜻하며 괄호 안에 있는 숫자는 상기 횟수 가운데 부상 때문에 출전하지 못한 횟수.

## 올스타전 경기 결과

### 1차전

#### 스코어
| 팀 | 1 | 2 | 3 | 4 | 5 | 6 | 7 | 8 | 9 | R  | H  | E |
| 센트럴 | 0 | 0 | 0 | 1 | 1 | 1 | 0 | 4 | 3 | 10 | 17 | 3 |
| 퍼시픽 | 1 | 0 | 1 | 0 | 0 | 1 | 5 | 0 | 0 | 8  | 14 | 0 |
| 승리 투수: 미우라 다이스케(요코하마) 패전 투수: 다케다 히사시(닛폰햄) 홈런: 센트럴 – 알렉스 라미레스(요미우리·4회 1점), 아오키 노리치카(야쿠르트·9회 2점) |   |   |   |   |   |   |   |   |   |    |    |   |

#### 출장 선수
| 센트럴 | 센트럴 | 센트럴              |
| 타순   | 수비   | 선수                |
| ------ | ------ | ------------------- |
| 1      | (유)   | 사카모토 하야토     |
| 2      | (중)   | 아오키 노리치카     |
| 3      | (三)   | 오가사와라 미치히로 |
| 4      | (좌)   | A. 라미레스         |
| 5      | (지)   | 가네모토 도모아키   |
| 6      | (一)   | T. 블랑코           |
| 7      | (우)   | 우치카와 세이이치   |
| 8      | (포)   | 아베 신노스케       |
| 9      | (二)   | 아라키 마사히로     |
|        | (투)   | D. 곤잘레스         |

| 퍼시픽 | 퍼시픽 | 퍼시픽            |
| 타순   | 수비   | 선수              |
| ------ | ------ | ----------------- |
| 1      | (중)   | 이토이 요시오     |
| 2      | (二)   | 이구치 다다히토   |
| 3      | (우)   | 이나바 아쓰노리   |
| 4      | (三)   | 나카무라 다케야   |
| 5      | (一)   | 고쿠보 히로키     |
| 6      | (유)   | 나카지마 히로유키 |
| 7      | (좌)   | 오무라 나오유키   |
| 8      | (포)   | 사토자키 도모야   |
| 9      | (지)   | 니오카 도모히로   |
|        | (투)   | 다르빗슈 유       |

#### 수상 선수
MVP
- 아오키 노리치카(야쿠르트)

베스트 타자상
- 알렉스 라미레스(요미우리)

베스트 투수상
- 미우라 다이스케(요코하마)

베스트 플레이상
- 다카하시 신지(닛폰햄)

### 2차전

#### 스코어
| 팀 | 1 | 2 | 3 | 4 | 5 | 6 | 7 | 8 | 9 | R | H  | E |
| 퍼시픽 | 0 | 1 | 0 | 1 | 1 | 2 | 0 | 0 | 2 | 7 | 12 | 0 |
| 센트럴 | 1 | 1 | 0 | 1 | 0 | 0 | 0 | 0 | 1 | 4 | 11 | 0 |
| 승리 투수: 스기우치 도시야(소프트뱅크) 패전 투수: 요시미 가즈키(주니치) 홈런: 퍼시픽 – 나카무라 다케야(세이부·2회 1점), 마쓰나카 노부히코(소프트뱅크·4회 1점, 6회 2점), 사부로(지바 롯데·5회 1점) 센트럴 – 미야모토 신야(야쿠르트·4회 1점) |   |   |   |   |   |   |   |   |   |   |    |   |

#### 출장 선수
| 퍼시픽 | 퍼시픽 | 퍼시픽            |
| 타순   | 수비   | 선수              |
| ------ | ------ | ----------------- |
| 1      | (유)   | 가와사키 무네노리 |
| 2      | (二)   | 이구치 다다히토   |
| 3      | (우)   | 이나바 아쓰노리   |
| 4      | (지)   | 마쓰나카 노부히코 |
| 5      | (三)   | 나카무라 다케야   |
| 6      | (一)   | 다카하시 신지     |
| 7      | (중)   | 하세가와 유야     |
| 8      | (좌)   | 사부로            |
| 9      | (포)   | 다노우에 히데노리 |
|        | (투)   | 와쿠이 히데아키   |

| 센트럴 | 센트럴 | 센트럴            |
| 타순   | 수비   | 선수              |
| ------ | ------ | ----------------- |
| 1      | (유)   | 이바타 히로카즈   |
| 2      | (二)   | 히가시데 아키히로 |
| 3      | (중)   | 아오키 노리치카   |
| 4      | (지)   | T. 블랑코         |
| 5      | (좌)   | 가네모토 도모아키 |
| 6      | (一)   | 구리하라 겐타     |
| 7      | (三)   | 미야모토 신야     |
| 8      | (우)   | 아카마쓰 마사토   |
| 9      | (포)   | 이시하라 요시유키 |
|        | (투)   | 오타케 간         |

#### 수상 선수
MVP
- 마쓰나카 노부히코(소프트뱅크)

베스트 타자상
- 이바타 히로카즈(주니치)

베스트 투수상
- 가네코 지히로(오릭스)

베스트 플레이상
- 나카지마 히로유키(세이부)

마쓰다 악셀라상(2경기를 통해서 가장 팬들의 인상에 남은 선수)
- 아카마쓰 마사토(히로시마)

## 같이 보기
- 일본 야구 기구
- 일본 프로 야구 올스타전